# Band Vida
O Band Vida é uma maratona televisiva brasileira exibida pela Rede Bandeirantes em prol da Associação de Pais e Amigos dos Excepcionais (APAE). A emissora cede sempre por volta do mês de novembro ou dezembro uma noite de sua programação para relização de um show televisivo para arrecadação de verba revertida para a APAE.

## História
O Band Vida foi criado em 25 de novembro de 2003 com o intúito de ajudar a arrecadação de dinheiro a princípio da instituição beneficente Casas André Luiz.  O lançamento da maratona de arrecadações iniciou-se às 10 horas da noite de uma segunda-feira pelo programa Boa Noite Brasil, estendendo-se por toda noite. A princípio tendo como anfitrião o apresentador Gilberto Barros, o programa recebeu representantes das Casas André Luiz e de artistas convidados como Harmonia do Samba, Banda Calypso, Revelação, Inimigos da HP, Jeito Moleque, Wanessa Camargo, Kelly Key, Ivete Sangalo e Daniela Mercury, Rouge.
Em 2004, além do Boa Noite Brasil, outros programas da emissora voltaram suas atenções para a causa, tendo especiais nos progrmas No Coração do Brasil, comandado por José Luiz Datena, Sabadaço, de Gilberto Barros, e no Programa Raul Gil. Naquele ano o programa beneficente contou com a aprticipação de diversos artistas gravando o tema Band Vida, canção que foi colocada para download pago para celular, voltando a renda para a campanha.
Nos anos seguintes a campanha passou a ser uma tradição exibida pela Band, trazendo além dos shows de artistas como meio de atrai público para arrecadação, especialistas que esclarecem dúvidas sobre a deficiência mental, com intuito de contribuir com a diminuição do preconceito em torno de pessoas que sofrem da doença. Outra tradição da campanha é o leilão virtual, no qual são vendidos objetos pessoais doados por artistas para serem arrematados e toda a renda será revertida para a causa.
A partir de 2007 a instituição ajudada pela campanha passou a ser a Associação de Pais e Amigos dos Excepcionais, conhecida apenas como APAE. A partir daquele ano, a campanha passou a contar também com o apoio de atletas como os ginastas Diego Hipólito, Daniele Hipólito e Daiane dos Santos e o piloto da Indy Vitor Meira, além de artistas de outras emissoras liberados para participar da causa, como a apresentadora e ex-miss Natália Guimarães, da Record, e a apresentadora Adriane Galisteu, na época do SBT. Ainda naquele ano passou-se a fazer parte da campanha a apresentação de um jogo de futebol em prol à campanha, com o time do cantor Daniel contra jogadores de times como Corinthians, onde os ingressos são trocados por alimentos.

## 2012: A Volta
Após 1 ano fora do ar, a Band volta a organizar o Band Vida, mesclando atrações ao vivo com outras gravadas. A arrecadação deste ano baterá todos os recordes e promoverá cerca de 100.00 reais por dia.
O projeto cria novos planos e contará com a presença de 95 artistas. Nomes como Luan Santana, Victor & Léo, Fafá de Belém, Ângela Maria, Cauby Peixoto, José Luiz Datena, Patrícia Maldonado, Otávio Mesquita, Renata Fan, Daniel Bork, Pelé, Neymar e outros tantos.
O programa terá também a participação do aluno João Paulo, que estuda em Salto que é baterista, saxofonista e guitarrista, e também Leonardo, que também estuda em Salto e tem aula de piano, assim como Renan também aluno.
Dois integrantes de Salto, um menino chamado Bidu e uma aluna chamada Thaís, o Band Vida arrecada 200.00 reais para uma homenagem a eles, que saíram da Escola Sagrada Família, em Salto (onde Leonardo, João e Renan estudam).
Isso significa que esse dinheiro é o que será, de fato, produzido pelo próprio empresário da escola chamado Marcos, que tem arranjo de violão e também canta.
Envolvida pelo próprio programa, o Band Vida tem a honra de convidar as pessoas para fabricar camisas.